# Fjallið (Haldarsvík)
Fjallið è una montagna alta 188 metri sul mare situata sull'isola di Streymoy, la maggiore dell'arcipelago delle Isole Fær Øer, in Danimarca.